# Jules Ladoumègue
Jules Ladoumègue (Francia, 10 de diciembre de 1906-2 de marzo de 1973) fue un atleta francés, especialista en la prueba de 1500 m en la que llegó a ser subcampeón olímpico en 1928.

## Carrera deportiva
En los JJ. OO. de Ámsterdam 1928 ganó la medalla de plata en los 1500 metros, empleando un tiempo de 3:53.8 segundos, llegando a meta tras el finlandés Harry Larva que con 3:53.2 s batió el récord olímpico, y por delante del también finlandés Eino Purje (bronce con 3:56.4 segundos).